# 43.ª División (Ejército Popular de la República)
La 43.ª División fue una de las divisiones del Ejército Popular de la República que se organizaron durante la guerra civil española sobre la base de las Brigadas Mixtas, tomando parte en algunas de las principales batallas de la contienda. 
Desplegada en el frente pirenaico, la unidad tuvo un papel relevante durante diversas batallas que se sucedieron en este sector. Alcanzaría una gran fama en la batalla de la «Bolsa de Bielsa», durante la cual la división resistió la presión enemiga de fuerzas enemigas muy superiores. Posteriormente tomaría parte en las batallas del Ebro y Cataluña.

## Historial de operaciones
Fue fundada en junio de 1937, agrupando a las brigadas mixtas 72.ª, 102.ª y 130.ª; quedó integrada en el X Cuerpo de Ejército. Durante buena parte de la guerra sirvió en el Frente de Aragón. Su primer comandante fue el teniente coronel Fernando Salavera Camps, oficial veterano de la defensa de Madrid.

### Frente de Aragón
A finales de agosto una de las brigadas de la división —la 102.ª BM— intervino en la ofensiva de Zaragoza, dentro de la Agrupación «C».
En septiembre fue la punta de lanza en la Ofensiva sobre el Serrablo lanzada por el Ejército Popular Republicano y que conquistó las localidades altoaragonesas de Gavín, Biescas, Yosa de Sobremonte, Aso de Sobremonte, Arguisal y Acumuer, copó a 350 soldados franquistas en el Valle de Tena y casi logra conquistar la industrial y estratégica localidad de Sabiñánigo. Hasta noviembre de ese mismo año, la 43.ª se desangró tratando de mantener lo conquistado hasta que ambos bandos, agotados y con más de 2.500 bajas en las filas gubernamentales y algo menos en las franquistas, optaron por atricherarse y dar por concluida la batalla.
A finales de 1937 la división, con cuartel general en Boltaña, cubría el frente que iba desde la frontera francesa hasta el río Guarga.
En marzo de 1938, a raíz de la ofensiva franquista en el Frente de Aragón, la división se vio obligada a abandonar sus posiciones. La desbandada de la 31.ª División dejó desprotegido el flanco sur de la 43.ª División, lo que obligaría a la unidad a retirarse hacia la población oscense de Sobrarbe, quedando aislada del resto de las fuerzas republicanas. Hacia el 14 de abril la división se hizo fuerte en el valle del río Cinca, cerca de la frontera francesa y contra la sierra de Chía, en lo que se conoce como la «Bolsa de Bielsa». Durante esos días destacó el papel del jefe de la división, el mayor de Milicias Antonio Beltrán Casaña, que consiguió mantener alta la moral de los soldados.

### Sitiada en Bielsa
El 14 de mayo las fuerzas de la división organizaron una emboscada a las fuerzas franquistas, que avanzaron sobre las líneas republicanas creyendo que habían huido a Francia; cuando los republicanos salieron de sus refugios, comenzó el tiroteo sobre las fuerzas franquistas que avanzaban sin protección, provocando una auténtica matanza entre las filas sublevadas. Al día siguiente la unidad recibió la visita del jefe del gobierno, Juan Negrín, y del jefe del Estado Mayor, general Vicente Rojo, que pasaron revista a sus efectivos. La 43.ª División, cuyas hazañas habían alcanzado fama mundial, fue condecorada colectivamente con la Medalla del Valor.
A finales de mayo participó en un ataque de diversión del contraataque de la Batalla de Balaguer, que logró recuperar algún territorio tanto en el ataque principal como en el de diversión, aunque la finalidad esencial de la operación era la de comprobar las capacidades militares del Grupo de Ejércitos de la Región Oriental (GERO).
El día 9 de junio de 1938, las fuerzas rebeldes, precedidas por intensos bombardeos aéreos, y gozando de clara superioridad numérica, atacan a la 43.ª División, que se ve obligada a internarse en Francia el 15 de junio no sin haber protegido antes la retirada de la población civil a través del Puerto Viejo de Bielsa. La 43.ª División, aislada del resto de la España republicana y con medios mucho menores, había resistido durante dos meses al Ejército franquista. El Gobierno francés organizó un referéndum entre los soldados de la unidad, en el que se les permitía escoger entre regresar a territorio republicano o pasarse a territorio sublevado. Sólo 411 soldados, acompañados de 5 enfermeras, escogieron la segunda opción, mientras que 6.889 soldados pasaron a Cataluña, pasando la frontera por Portbou.
Transportados por ferrocarril, los soldados de la 43.ª fueron recibidos afectuosamente a su paso por Toulouse, Narbona y Gerona.

### El Ebro y Cataluña
Con los soldados retornados a territorio republicano (a pesar de que los franceses habían confiscado su armamento) la división fue reorganizada durante el mes de julio, a tiempo para tomar parte en la Ofensiva del Ebro —en la que inicialmente estaba previsto que participase únicamente desplegada como reserva—. La unidad fue reequipada con el armamento que había sido capturado a la 50.ª División franquista durante las primeras jornadas de la batalla del Ebro.
La 43.ª quedó adscrita inicialmente al GERO, interviniendo posteriormente en el Ebro. Tras los refuerzos recibidos la división fue desdoblada en dos, creándose a su vez la 55.ª División —que quedó bajo el mando del antiguo comandante de la 130.ª Brigada Mixta, el teniente coronel Leopoldo Ramírez Jiménez—.
Posteriormente la división fue integrada en el XXIV Cuerpo de Ejército, cubriendo el frente del bajo Ebro. Tras el nuevo ataque del ejército franquista en diciembre de 1938, la unidad se retiró hacia Tarragona. A comienzos de enero de 1939 los restos de la 24.ª División fueron utilizados para reforzar a la 43.ª División, para entonces gravemente desgastada. Sin embargo, no pudo hacer frente a la presión enemiga. Integrada en la XV Cuerpo de Ejército, la retirada de la división siguió posteriormente hasta Barcelona (que cayó el 26 de enero), pasando a Francia de nuevo por el paso fronterizo de Port Bou durante la retirada.

## Homenajes
La División fue objeto de un primer homenaje, efectuado por el Gobierno republicano, consistente en la emisión de una serie de sellos.
Igualmente, una placa en la cota 705 —situada en el término municipal de Pinell de Bray (provincia de Tarragona)— recuerda su participación en la Batalla del Ebro.

## Mandos
Comandantes

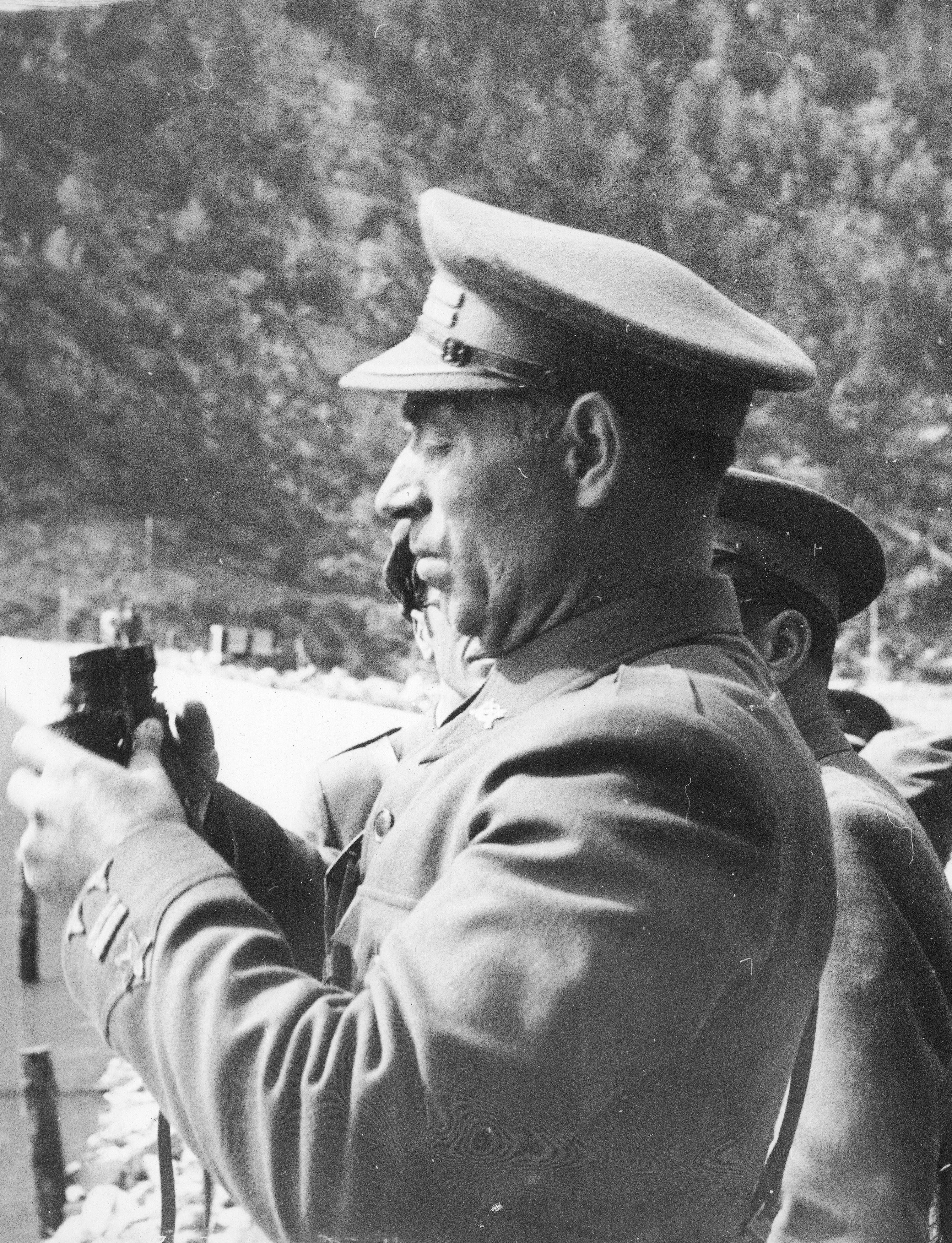
Antonio Beltrán Casaña, hacia 1938.

- Teniente coronel Fernando Salavera Camps (desde junio de 1937);[18]
- Teniente coronel José Escassi Cerrada (desde diciembre de 1937);[19][n. 2]
- Mayor de Milicias Antonio Beltrán Casaña «El Esquinazau» (desde marzo de 1938);[21]

Comisarios
- Eduardo Castillo, del PSOE;[22]
- Máximo Gracia Royo, del PSOE;[23][24]

Jefes de Estado Mayor
- comandante de infantería Ángel García Rollán;
- teniente coronel Leopoldo Ramírez Jiménez;[25]